# Bodzanów (gmina)
Bodzanów (do 1946 gmina Mąkolin) – gmina miejsko-wiejska w Polsce położona w województwie mazowieckim, w powiecie płockim. W latach 1975–1998 gmina należała administracyjnie do województwa płockiego.
Według danych z 30 czerwca 2004 gminę zamieszkiwały 8394 osoby.
1 stycznia 1975 do gminy Bodzanów włączono: a) sołectwo Gromice z gminy Bulkowo oraz b) sołectwo Borowice z gminy Borowiczki. 

## Siedziba gminy
Zgodnie z prawem od 1 stycznia 2021 siedzibą gminy jest Chodkowo. Z dniem 1 stycznia 2024 do dotychczasowego obszaru miasta Bodzanów włączono działki ewidencyjne z obszaru obrębu ewidencyjnego Chodkowo, w tym m.in. działkę na której znajduje się Urząd Miasta i Gminy Bodzanów. Oficjalna siedziba gminy nie została jak dotąd zmieniona, przez co Chodkowo pozostaje nadal formalną siedzibą gminy Bodzanów, mimo że faktyczna siedziba Urzędu Miasta i Gminy znajduje się w granicach miasta Bodzanów.

## Struktura powierzchni
Według danych z roku 2002 gmina Bodzanów ma obszar 136,81 km², w tym:
- użytki rolne: 74%
- użytki leśne: 17%

Gmina stanowi 7,61% powierzchni powiatu.

## Demografia

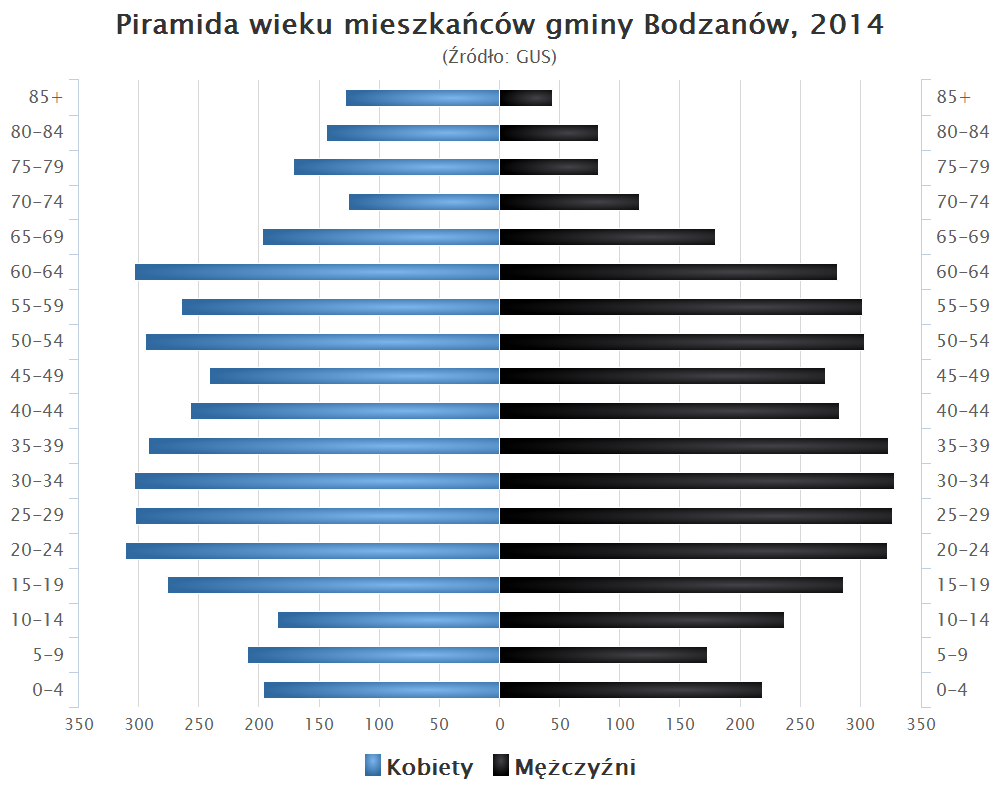
Piramida wieku mieszkańców gminy Bodzanów w 2014 roku

Dane z 30 czerwca 2004:
| Opis                              | Ogółem | Ogółem | Kobiety | Kobiety | Mężczyźni | Mężczyźni |
| --------------------------------- | ------ | ------ | ------- | ------- | --------- | --------- |
| jednostka                         | osób   | %      | osób    | %       | osób      | %         |
| populacja                         | 8394   | 100    | 4224    | 50,3    | 4170      | 49,7      |
| gęstość zaludnienia (mieszk./km²) | 61,4   | 61,4   | 30,9    | 30,9    | 30,5      | 30,5      |

## Sołectwa
Archutówko, Białobrzegi, Bodzanów, Borowice i Łagiewniki, Chodkowo-Działki, Chodkowo, Cieśle, Cybulin, Garwacz, Gąsewo, Gromice i Archutowo, Kanigowo, Karwowo Duchowne, Karwowo Szlacheckie, Kępa Polska, Kłaczkowo, Krawieczyn, Leksyn, Łętowo, Małoszewo i Małoszywka, Mąkolin-Kolonia, Mąkolin, Miszewko i Felicjanów, Miszewo Murowane, Niesłuchowo, Nowe Kanigowo, Nowe Miszewo, Osmolinek, Parkoczewo, Pepłowo, Ramutówko, Reczyn i Nowy Reczyn, Stanowo, Wiciejewo

## Sąsiednie gminy
Bulkowo, Mała Wieś, Radzanowo, Słubice, Słupno